# Ilonka Biluska
Ilonka Biluska (Maassluis, 1940) is een Nederlandse zangeres.
Ilonka Biluska heeft een Zuid-Afrikaanse moeder en een Hongaarse vader. Haar vader was horlogemaker en juwelier te Maassluis. Biluska bezocht de lokale Sint Antoniusschool. Het gezin verhuisde naar Zuid-Afrika, maar keerde in 1961 terug voor een oogoperatie naar Scheveningen. Ze zit twee jaar op de toneelschool en heeft zangles van zangpedagoge Bep Ogterop.
In 1964 maakt Biluska met onder meer Willeke Alberti, Trea Dobbs, Rita Hovink en Shirley Zwerus deel uit van de winnende ploeg tijdens het Knokkefestival in België.
Biluska keert in 1972 terug naar Zuid-Afrika waar ze haar studie afmaakt en journaliste wordt. Als bij haar een gehoorbeschadiging wordt geconstateerd, stopt ze definitief met haar zangcarrière.